# CA Tembetary
Club Atlético Tembetary jest paragwajskim klubem piłkarskim z siedzibą w mieście Ypané, w dzielnicy Acceso Sur.

## Osiągnięcia
- Mistrz drugiej ligi paragwajskiej (Segunda división paraguaya) (6): 1932, 1959, 1976, 1983, 1988, 1995
- Mistrz trzeciej ligi paragwajskiej (Primera de Ascenso) (2): 1955, 1992

## Historia
Klub założony został 3 sierpnia 1912 roku i gra obecnie w trzeciej lidze paragwajskiej (Primera de Acenso). W roku 1998 oddano do użytku stadion klubu Estadio Ypané. Klub znany jest głównie dzięki swym młodzieżowym zespołom, które szkolą licznych piłkarzy znajdujących później zatrudnienie w klubach pierwszoligowych, a najwybitniejsi z nich tafili już do reprezentacji kraju.
W 1932 roku Tembetary pierwszy raz wygrał drugą ligę, jednak nie awansował do pierwszej ligi z powodu wojny o Chaco, która na 3 lata wstrzymała rozgrywki klubowe w Paragwaju.

### Znani gracze w historii klubu
- Nelson Haedo Valdez
- Richard Báez
- Nelson Cuevas